# 小島大介
小島 大介（おしま だいすけ、1972年9月7日 - ）は、日本のギタリスト、作曲家、音楽プロデューサー。

## 概要
熊本市出身。生来、親の姓の名乗りのとおり「こじま」と名乗ってきたが、2013年に祖父以前の名乗り「おしま」に改称した。
1997年に畠山美由紀とのユニットPort of Notes（ポート・オブ・ノーツ）でCDデビュー。現在までにオリジナルアルバム5作、ミニアルバム3作などをリリースしている。
2002年にDSK名義でソロ活動を開始。同年、井上薫（chari chari）のアルバム『in time』に収録の楽曲「Aurora」、「Plain Sailing」に参加したことをきっかけにAurora Acousticを結成。2004年に『Flare』、2006年に『Fjord』、2007年に『Feast』を発表。2012年には『Harmony of The Spheres』とベスト盤『The Light Chronicles (Best Of Aurora Acoustic)』 を同時リリースした。
また、藤原ヒロシ、INO hidefumi（猪野秀史）とアコースティック・バンドIDFを結成し、2008年に『LIVE @ F.I.L.』をリリースした。
ギタリストとしての個人のアコースティックアルバムでは清涼感やノスタルジーに富むサウンドを持ち味としている。（下記ディスコグラフィを参照）また、日本テレビ『NEWS ZERO』のメインテーマを演奏したり、東京でギター教室の講師を務めたり、日本のブラジル音楽界を席巻したBophanaのボーカリストLica、城南海などの歌手のライブでもギタリストとして演奏をしたり、コーラスを行ったりもしている。
2015年にLicaと新たに繊細なギターのアルペジオと響きと歌声が特徴のデュオDisca（ディスカ）を結成、2016年6月19日にはファーストアルバム『Reveries Of Suburban (レヴァリーズ・オブ・サバーバン)』をリリース、東伊豆を拠点に活動を行っている。
作曲家としては柴咲コウの「きみと最後のキス」、CMソングなどの提供実績がある。

## ディスコグラフィ

### ソロアルバム
- 2003年7月25日 『Man and Guitar』(DSK)
- 2004年2月1日 『Thinking About Freedom』(DSK)
- 2006年9月7日 『Exhaust Note』(Daisuke Kojima)
- 2007年7月25日 『presents MODEST』(DSK)
- 2008年8月20日 『Ultramontane』(Daisuke Kojima)
- 2009年10月28日 『I always think about you』(Daisuke Kojima)

1. Love theme
2. Normal is normal
3. I always think about you
4. Everest
5. Fine angle
6. Don’t forget Sunset blvd.
7. Retro
8. Burst into Laughter
9. Against the sky
10. Summer storm
11. Stand on the foot
12. Memory in teens

- 2011年11月11日『Trace』(DSK)

1. A Hike
2. Park
3. Ruff & Fine
4. Fall Line
5. Everest 2011
6. Moonlight In The Forest
7. Yeti
8. Great Dimension
9. Full Moon Mountain
10. Into The Stone
11. Stove
12. Pale Purple
13. Rain (2011 Mix)
14. Setagaya Labyrinth

### 参加作品
- 2007年4月11日 『Crue-l Mellow』(Compiled by Hiroshi Fujiwara and Kenji Takimi)

「Winter Lane」(DSK)収録
- 2007年11月11日 『hydeout productions 2nd Collection』(Nujabes)

「Winter Lane (Nujabes Remix)」(DSK)収録
- 2008年6月6日 『Modal Soul Classics』(Nujabes)

「Winter Lane」(DSK)収録
- 2008年8月29日 『The Future is Yours』(オムニバス)

「Winter Lane」(DSK)収録

#### Disca
- 2016年6月19日 『Reveries Of Suburban』